# Championnat du monde de la Fédération internationale des échecs 1993
Le Championnat du monde de la Fédération internationale des échecs 1993 s'est déroulé du 6 septembre au 1er décembre 1993 dans plusieurs villes des Pays-Bas et à Jakarta en Indonésie. Anatoli Karpov bat Jan Timman 12,5 points à 8,5.

## Contexte
En 1993, le tenant du titre, Garry Kasparov et son challenger, l'Anglais Nigel Short, organisèrent la finale du championnat du monde en dehors du cadre de la Fédération internationale des échecs mais sous la houlette d'une organisation créée à cet effet, la Professional Chess Association.
La FIDE qui ne reconnait pas ce match parallèle, considère que les deux joueurs se sont exclus du cycle officiel et organise un match de finale entre le demi-finaliste et le finaliste du match des candidats éliminés par Short : Jan Timman et Anatoli Karpov pour le titre de Champion du monde FIDE qui voit la victoire de Karpov.
Cette situation où deux championnats parallèles vont coexister, va perdurer jusqu'au championnat du monde d'échecs 2006.

## Finale
Après la défection de Kasparov et Short, la finale a lieu du 6 octobre au 1er décembre 1993 entre Timman et Karpov. Le match a lieu au meilleur des vingt-quatre parties, d’abord dans diverses villes des Pays-Bas : Zwolle, Arnhem et Amsterdam, puis à Jakarta en Indonésie.
|                | 1 | 2 | 3 | 4 | 5 | 6 | 7 | 8 | 9 | 10 | 11 | 12 | 13 | 14 | 15 | 16 | 17 | 18 | 19 | 20 | 21 | Points |
| -------------- | - | - | - | - | - | - | - | - | - | -- | -- | -- | -- | -- | -- | -- | -- | -- | -- | -- | -- | ------ |
| Jan Timman     | 0 | 1 | ½ | ½ | ½ | 0 | ½ | ½ | ½ | 0  | ½  | ½  | ½  | 0  | 0  | 0  | ½  | ½  | ½  | 1  | ½  | 8,5    |
| Anatoli Karpov | 1 | 0 | ½ | ½ | ½ | 1 | ½ | ½ | ½ | 1  | ½  | ½  | ½  | 1  | 1  | 1  | ½  | ½  | ½  | 0  | ½  | 12,5   |
Karpov s’impose 12,5 à 8,5 (+6 -2 =13)

## Sources
- (en) Matchs des candidats 1991-1993 Mark Weeks
- (en) Karpov-Timman Mark Weeks